# Dendrocnide
Dendrocnide, biljni rod iz porodice koprivovki. Sastoji se od 42 priznate vrste raširene na Himalajama, Indiji, Šri Lanki, Indokini, Tajvanu, Maleziji, tropskoj Australiji i Oceaniji.

## Vrste
1. Dendrocnide amplissima (Blume) Chew
2. Dendrocnide basirotunda (C.Y.Wu) Chew
3. Dendrocnide carriana Chew
4. Dendrocnide celebica Chew
5. Dendrocnide contracta (Blume) Chew
6. Dendrocnide corallodesme (Lauterb.) Chew
7. Dendrocnide cordata (Warb. ex H.J.P.Winkl.) Chew
8. Dendrocnide cordifolia (L.S.Sm.) Jackes & Hurley
9. Dendrocnide crassifolia (C.B.Rob.) Chew
10. Dendrocnide densiflora (C.B.Rob.) Chew
11. Dendrocnide elliptica (Merr.) Chew
12. Dendrocnide excelsa (Wedd.) Chew
13. Dendrocnide gigantea (Poir.) Chew
14. Dendrocnide harveyi (Seem.) Chew
15. Dendrocnide kajewskii Chew
16. Dendrocnide kjellbergii Chew
17. Dendrocnide kotoensis (Hayata ex Yamam.) B.L.Shih & Yuen P.Yang
18. Dendrocnide latifolia (Gaudich.) Chew
19. Dendrocnide longifolia (Hemsl.) Chew
20. Dendrocnide luzonensis (Wedd.) W.L.Chew
21. Dendrocnide meyeniana (Walp.) Chew
22. Dendrocnide microstigma (Gaudich. ex Wedd.) Chew
23. Dendrocnide mirabilis (Rech.) Chew
24. Dendrocnide morobensis Chew
25. Dendrocnide moroides (Wedd.) Chew
26. Dendrocnide nervosa (H.J.P.Winkl.) Chew
27. Dendrocnide oblanceolata (Merr.) Chew
28. Dendrocnide peltata (Blume) Miq.
29. Dendrocnide photiniphylla (Kunth) Chew
30. Dendrocnide pruritivus H.St.John
31. Dendrocnide rechingeri (H.J.P.Winkl.) Chew
32. Dendrocnide rigidifolia (C.B.Rob.) Chew
33. Dendrocnide schlechteri (H.J.P.Winkl.) Chew
34. Dendrocnide sessiliflora (Warb.) Chew
35. Dendrocnide sinuata (Blume) Chew
36. Dendrocnide stimulans (L.f.) Chew
37. Dendrocnide subclausa (C.B.Rob.) Chew
38. Dendrocnide ternatensis (Miq.) Chew
39. Dendrocnide torricellensis (Lauterb.) Chew
40. Dendrocnide urentissima (Gagnep.) Chew
41. Dendrocnide venosa (Elmer) Chew
42. Dendrocnide vitiensis (Seem.) Chew